# 프로톤 VPN
프로톤 VPN(Proton VPN)은 2017년에 출시되어 이메일 서비스 ProtonMail을 개발한 스위스 회사 프로톤 AG가 운영하는 VPN 서비스이다. 공식 웹사이트에 따르면 프로톤 VPN과 프로톤 메일은 동일한 관리팀, 사무실, 기술 자원을 공유하며 스위스 플랑레우아트에 있는 프로톤 본사에서 운영된다.

## 특징
2024년 4월 9일 현재 프로톤 VPN은 91개 국가에 총 4,461개의 서버를 보유하고 있다.
프로톤 VPN은 서버의 일부를 소유하고 운영하지만 대부분은 M247 및 데이터캠프 리미티드와 같은 ASN이 소유하고 운영한다. 해당 서비스는 마이크로소프트 윈도우, macOS, 리눅스, 안드로이드, iOS, 크롬OS에서 사용할 수 있으며 리눅스용 명령줄 도구도 있으며 IPsec 프로토콜을 사용하여 구현할 수 있다. 프로톤 VPN은 무선 라우터에도 설치할 수 있다.
프로톤 VPN은 AES-256 암호화와 함께 OpenVPN(UDP/TCP), IKEv2 및 WireGuard 프로토콜을 활용한다. 2022년 10월 11일, 프로톤 VPN은 VPN 트래픽을 HTTPS 트래픽으로 위장하도록 설계된 안드로이드, iOS 및 macOS 클라이언트용 스텔스 프로토콜(Stealth Protocol)을 출시했다.
프로톤 VPN은 유럽의 보안 감사 회사인 Seuritum에서 독립적으로 감사(audit)한 노로그 정책을 가지고 있다.
2020년 1월, 프로톤 VPN은 모든 플랫폼에서 소스 코드를 공개하고 SEC 컨설트가 독립적인 보안 감사를 실시하도록 했다.

## 같이 보기
- 인터넷 프라이버시
- 암호화